# Université Savitribai-Phule de Pune
L'université Savitribai-Phule de Pune (en anglais Savitribai Phule Pune University, en marathi सावित्रीबाई फुले पुणे विद्यापीठ ) anciennement, université de Pune (University of Pune, पुणे विद्यापीठ) est une des plus importantes universités indiennes, située à Pune, dans l'État du Maharashtra.

## Historique
Elle a été fondée le 10 février 1948 et comptait en 2010 près de 500 000 étudiants. Elle est nommée ainsi en l'honneur de Savitribai Phule, réformatrice sociale du XIXe siècle.